# Соџернер Трут
Соџернер Трут (енгл. Sojourner Truth; IPA: ;1797 — 1883) била је амерички аболициониста и борац за људска и женска права. Право име јој је Изабела Баумфри или, по другим изворима, Изабела ван Вагенер. Рођена је у ропству око 1797, али је успела да избегне у Канаду 1827. Године 1828. судским путем је успела да добије старатељство над сином чиме је постала прва Афро-Американка која је добила парницу против белца.
У САД се враћа 1829. године након што је у држави Њујорк укинуто ропство. Десетак година је радила као служавка, да би се потом придружила Елајџи Пирсону у уличним проповедима. Касније је постала запажени заговорник аболиционизма и покрета за женска права. Вероватно најпознатији говор је био Зар ја нисам жена? - "Ain't I a Woman?", кратак, али добро погођен коментар изговорен 1851. на Женској скупштини у Акрону, Охајо. Године 1841. преселила се у Нортхамптон у Масачусетсу где се придружила утопијској заједници Нортхемптонско удружење за образовање и индустрију. Када се 1846. заједница распала остала је у Флоренсу код Нортхамптона где је радила са суседом, Оливом Џилбертом, на биографији Прича Соџернер Трут: Роб са севера, која је објављена 1850. Године 1857. преселила се у Мичиген где је наставила са активизмом. Током Америчког грађанског рата организовала је сакупљање намирница за Унију и преселила се у Вашингтон, након што је проглашено укидање ропства. Тада је упознала и председника Абрахама Линколна.
Када су Афро-Американци добили право гласа Четрнаестим амандманом 1866, Соџернер је била једна од црнкиња које су заузеле чврст став против овакве уредбе која и даље није у обзир узимала жене. Годину дана касније је на ту тему одржала још један чувени говор, "Keeping the thing going while the things are stirring" у коме напомиње "(мушкарци) ... задржавали сте наша права толико дуго да, као и робовласници, имате осећај да нас поседујете", чиме Афро-Американце и жене поставља у исту раван робова који немају своја права.
У Мичиген се вратила 1867. Умрла је у свом дому у Бетл Крику, 26. новембра 1883. Сахрањена је на гробљу Оук Хил у Бетл Крику. Године 1983. уврштена је у Галерију славних жена Мичигена (Michigan Women's Hall of Fame).
Године 1997. НАСА је своје роботизовано возило за мисију на Марсу назвала Соџернер. A memorial bust of Truth was unveiled in 2009 in Emancipation Hall in the U.S. Capitol Visitor's Center. She is the first African American woman to have a statue in the Capitol building. In 2014, Truth was included in Smithsonian magazine's list of the "100 Most Significant Americans of All Time".

## Ране године
Трут је била једно од 10 или 12 деце рођене од родитеља Џејмса и Елизабет Бомфри. Пуковник Харденберг купио је Џејмса и Елизабет Бомфри од трговаца робљем и држао њихову породицу на његовом имању у великом брдовитом подручју званом холандским именом Свартекил (северно од данашњег Рифтона), у вароши Есопас, Њујорк, 95 mi (153 km) северно од Њујорка. Чарлс Харденберг је наследио очево имање и наставио да поробљава људе као део имовине тог имања.
Када је Чарлс Харденберг умро 1806. године, деветогодишња Трут (позната као Бел) продата је на аукцији са стадом оваца за 100 долара Џону Нилију, у близини Кингстона, Њујорк. До тада је Трут говорила само холандски, а након што је научила енглески, говорила је холандским акцентом, а не стереотипним енглеским „црног роба“. Касније је описала Нилија као окрутног и грубог, наводећи како ју је свакодневно тукао, једном чак и снопом штапова. Године 1808, Нили ју је продао за 105 долара кафанџији Мартинусу Шриверу из Порт Евена у Њујорку, који ју је држао 18 месеци. Шривер је затим 1810. продао Трут Џону Думонту из Вест Парка, Њујорк. Џон Думонт ју је у више наврата силовао, а постојала је значајна напетост између Трут и Думонтове жене, Елизабет Варинг Думонт, која ју је малтретирала и отежавала јој живот.
Око 1815. године, Трут је срела и заљубила се у поробљеног човека по имену Роберт са суседне фарме. Робертов власник (Чарлс Катон млађи, сликар пејзажа) забранио је њихову везу; он није желео да његово робље има децу са робљем које није поседовао, јер он не био власник те децу. Једног дана Роберт се искрао да види Трут. Када су га Катон и његов син пронашли, дивљачки су тукли Роберта све док се Думонт коначно није умешао. Трут више није видела Роберта након тог дана и он је умро неколико година касније. То искуство је прогањало Трут током целог њеног живота. Трут се на крају удала за старијег поробљеног човека по имену Томас. Он а је родила петоро деце: Џејмса, њеног прворођеног, који је умро у детињству, Дијану (1815), резултат силовања Џона Думонта, и Питера (1821), Елизабет (1825) и Софију (око 1826), који су рођени након што су она и Томас здружени.